# William Vale
William « Cherry » Vale, né le 3 juin 1914 à Chatham  et mort le 29 novembre 1981 à Brackley, est un aviateur britannique de la Royal Air Force (RAF).
Durant la Seconde Guerre mondiale, il est l'un des pilotes avec le plus de victoires, notamment sur Hawker Hurricane.
Il a été crédité de 30 avions ennemis abattus, a participé à la destruction de trois autres et a revendiqué 6 dommages et deux autres dommages partagés. Ses 20 victoires obtenues aux commandes du Hawker Hurricane et ses 10 victoires avec le Gloster Gladiator ont fait de lui le deuxième pilote de Hurricane et de biplan le plus performant de la RAF, dans les deux cas après Marmaduke Pattle .